# 杨澄中
杨澄中（1913年4月17日—1987年12月28日），男，江苏武进人，中国核物理学家。曾任中国科学院近代物理研究所研究员、副所长、所长，中国科学院兰州分院副院长，甘肃省政协副主席。主要从事核物理研究，是最早研究轻核削裂反应的少数学者之一。

## 生平
1937年毕业于中央大学物理系。1950年获英国利物浦大学哲学博士学位。1980年当选为中国科学院学部委员（院士）。